# Augusto Sakai
Augusto dos Santos Sakai, född 19 maj 1991 i Curitiba i Brasilien, är en brasiliansk MMA-utövare som 2013-2017 tävlade i Bellator och sedan 2018 tävlar i organisationen Ultimate Fighting Championship.